# يوحنا التاسع عشر (بابا روما)

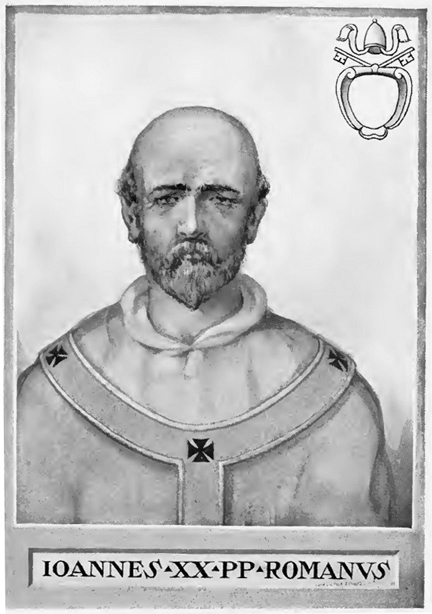
يوحنا التاسع عشر

البابا يوحنا التاسع عشر (باللاتينية: Ioannes XIX) ـ (توفي في أكتوبر 1032) هو بابا الكنيسة الكاثوليكية في الفترة من مايو 1024 إلى وفاته سنة 1032.
كان يوحنا التاسع عشر يدعى رومانوس، وكان ينتمي إلى عائلة من نبلاء توسكولو، وشقيقًا للبابا بندكت السادس. ولدى وفاة ذلك الأخير، رُسم رومانوس أسقفًا ليتسنى له تقلد كرسي البابوية. وكان له دور كبير في الانشقاق العظيم الذي وقع لاحقًا سنة 1054، بعد أن رفض طلب أوسطاثاوس بطريرك القسطنطينية للاعتراف بسلطة بطريركيته على كنائيس الشرق.
في سنة 1025، أرسل يوحنا التاسع عشر بالتاج إلى بولندا، مباركًا تتويج بوليسلاف الأول شروبري ملك بولندا.
بعد وفاة يوحنا التاسع عشر، ورث الكرسي ابن أخيه تيوفيلاتو دي توسكولو، وتسمى بندكت التاسع. وكان بندكت التاسع فتى لم يبلغ العشرين بعد.